# 岡本佳郎
岡本 佳郎（おかもと よしろう、1953年9月27日 - ）は日本の大蔵・財務官僚。日本酒造組合中央会副会長。大阪国税局長、国税庁次長などを歴任。

## 来歴
山口県出身。神奈川県立湘南高等学校、東京大学法学部第1類（私法コース）卒業。1976年 大蔵省入省（大臣官房調査企画課）。1981年7月 米沢税務署長。1982年7月 国税庁調査査察部査察課長補佐。その後は関税局企画課長補佐、主計局総務課長補佐（歳入・国債係主査）、主計局主計官補佐（労働第一、二係主査）などを務める。2001年1月6日 国税庁課税部課税総括課長。2002年7月 国税庁長官官房総務課長。2003年7月8日 広島国税局長。2004年7月2日 国税庁長官官房審議官（酒税等担当）。2006年7月28日 国税庁課税部長。2007年7月10日 大阪国税局長。2008年7月4日 国税庁次長。2010年7月30日 退官。2011年1月1日 日本酒造組合中央会副会長。

## 職歴
- 1976年4月：大蔵省入省（大臣官房調査企画課）[2]。
- 1977年6月：日本貿易振興会（フライブルク大学留学）[5]。
- 1979年7月：経済企画庁物価局物価政策課。
- 1981年7月：米沢税務署長。
- 1982年7月：国税庁調査査察部査察課長補佐。
- 1984年7月：関税局企画課長補佐（税率総括）[6]。
- 1986年6月：主計局総務課長補佐（歳入・国債係主査）。
- 1988年6月：主計局主計官補佐（労働第一、二係主査）。
- 1989年6月：証券局流通市場課長補佐。
- 1990年7月：証券局業務課長補佐。
- 1991年6月：大臣官房企画官 兼 証券局総務課。
- 1992年7月：日本貿易振興会チューリッヒ事務所長[7]。
- 1995年6月：国税庁課税部酒税課長。
- 1999年7月：国税庁課税部所得税課長。
- 2001年1月6日：国税庁課税部課税総括課長。
- 2002年7月：国税庁長官官房総務課長。
- 2003年7月8日：広島国税局長。
- 2004年7月2日：国税庁長官官房審議官（酒税等担当）。
- 2006年7月28日：国税庁課税部長。
- 2007年7月10日：大阪国税局長。
- 2008年7月4日：国税庁次長。
- 2010年7月30日：退官[3]。